# Éruption du Toba
L'éruption du Toba, aussi appelée éruption YTT, est une éruption volcanique survenue il y a environ 74 000 ans sur l'île de Sumatra (Indonésie). Avec un indice d'explosivité estimé à 8, elle serait la plus importante qu'ait connue notre planète au cours du Quaternaire, laissant derrière elle ce qui est considéré aujourd'hui comme le plus grand lac volcanique sur Terre.
Les quantités colossales d'éjecta et de gaz émises par ce super volcan produisirent un hiver volcanique de plusieurs années et purent avoir des effets directs et indirects sérieux sur le climat, la faune et la flore à l'échelle planétaire, dont l'importance et la durée font l'objet de nombreuses études.

## Identification du volcan
La découverte de cette éruption est un cas classique de sérendipité. Durant les années 1990, Gregory Zielinski découvre lors de l'analyse de carottes de glace du projet GISP2 des concentrations anormalement élevées de sulfate présentes dans des strates de ~74 ka BP, dont la persistance s'étend sur ~6 ans.
À la même époque Michael R. Rampino constate lors de l'étude de carottes de sédiments marins une chute abrupte des températures à une position dans les échantillons correspondant à 74 ± 3 ka BP.
John Westgate, un téphrochronologiste de Toronto, reçoit des échantillons de cendres du monde entier afin de les étudier. Il a dans ses tiroirs de nombreux échantillons provenant de régions relativement éloignées l'une de l'autre et semblant tous émaner d'une seule et même éruption. En 1994, Craig Chesner envoie à Westgate un échantillon de téphra d'un volcan indonésien qu'il étudie depuis plusieurs années, le mont Toba. La signature géochimique correspondant, Westgate peut enfin mettre un nom sur tous ces échantillons mystérieux et estime l'âge des cendres à 73 ± 5 ka BP.

## Datation
Sortant du domaine d'utilisation du carbone 14, la datation d'un évènement aussi ancien n'est pas aisée. La meilleure estimation à ce jour, obtenue par datation argon-argon, est de 73,88 ± 0,32 ka BP.

## Déroulement

Comparaison des volumes de magma émis lors de quelques éruptions majeures.

Cette éruption explosive est la dernière et la plus importante des quatre éruptions qu'a connues ce volcan au cours du Quaternaire. Cinq mille fois plus puissante que la bombe d'Hiroshima, l'explosion créa un boum supersonique surpuissant qui fit plusieurs fois le tour de la Terre.
Elle aurait duré une quinzaine d'heures au cours desquelles une colonne éruptive d'une hauteur estimée à ~40 km aurait dispersé sur ~40 millions km2, soit environ trois fois la surface de la Russie, un minimum de 5 mm de cendres (jusqu'à 600 m aux abords directs du volcan, où elles forment le youngest Toba tuff) avec un débit d'émission de ∼1,75 × 1011 kg/s. La plupart des épaisses retombées de cendres se fera dans l'océan Indien, la mer de Chine méridionale et la mer d'Arabie.

La quantité totale de téphra émise est estimée aujourd'hui à ~8 600 km3, ce qui correspond à ~3 800 km3 DRE, revoyant à la hausse l'estimation précédente de Zielinski qui était de ~2 500 à 3 000 km3 DRE, et du fait que l'on découvre encore à ce jour de nouvelles cendres dans d'autres régions, il faudra probablement encore la revoir à la hausse.

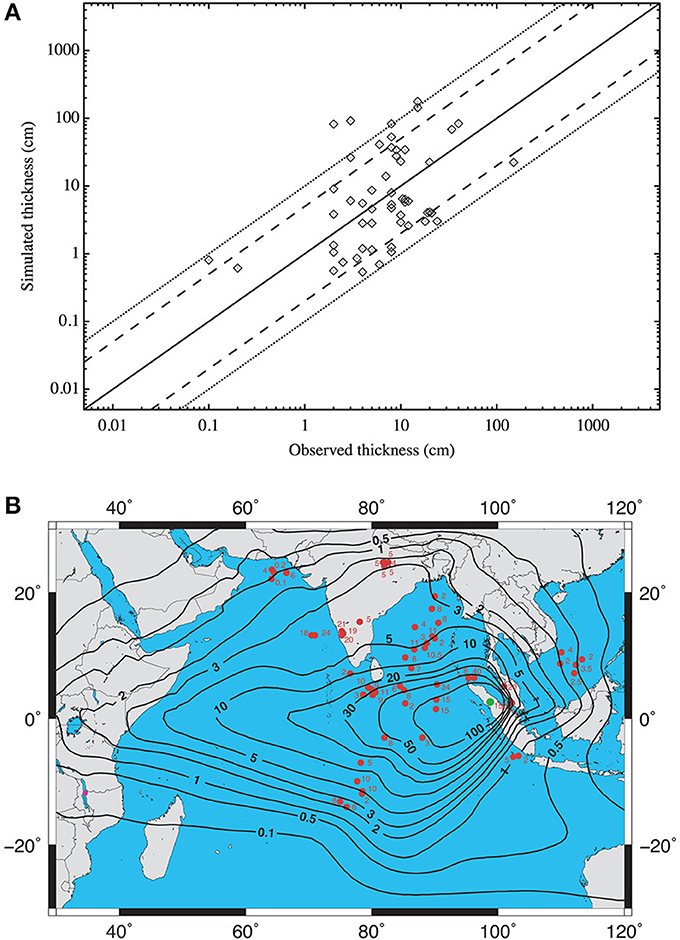
(A) Comparaison entre la simulation et les données de terrain. (B) Simulation de la dispersion des cendres

Plus tard, le fond de la caldeira se soulèvera pour former l'île de Samosir : un soulèvement de 1 200 m en 74 ka (au rythme moyen de 4,9 cm/an pendant les 11 200 premières années, moins d'un cm/an ensuite).

## Conséquences
Les conséquences de cette éruption font aujourd'hui l'objet d'études et de contre-études nombreuses, où les méthodes et la précision des datations sont au cœur des débats. Une théorie avancée depuis les années 1990 suggère un impact colossal sur la faune et la flore ayant amené à la quasi extinction nombre d'espèces dont l'Homme,,. D'autres études récentes tendent par contre à les minimiser,,.
Aux abords directs du volcan, le paysage fut durablement altéré par les retombées pyroclastiques décimant tout sur leur passage, et ne se rétablira qu'en l'espace de 100 à 1 000 ans.
L'étude paléoclimatique des carottes de glace du Groenland (GISP2) suggère une corrélation entre l'éruption et le début d'une période de refroidissement global de ~1 000 ans, mais les modèles climatiques actuels infirment l'idée qu'une telle éruption puisse à elle seule déclencher une nouvelle glaciation.
En 2021, une nouvelle datation d'une autre super-éruption, l'éruption Los Chocoyos, a été proposée, passant de ~84 ka à 75 ± 2 ka, ce qui la positionnerait sur la ligne du temps dans une fourchette de moins de 1000 ans de l'éruption du Toba. Ces deux éruptions seraient alors avec les marges d'erreurs en corrélation avec le refroidissement observé dans les carottes de glace du Groenland.